# CYP119A1
细胞色素P450家族119亚家族A成员1（Cytochrome P450 family 119 subfamily A member 1，缩写CYP119A1）是一种古菌细胞色素P450酶，最初发现于嗜熱古菌Sulfolobus solfataricus，由于其在高温下有最大酶活性，但在室温下活性较低因此常用来研究酶促反应的催化机理。